# Пришивальницька сільська рада
| Пришивальницька сільська рада — колишній орган місцевого самоврядування у Фастівському районі Київської області з адміністративним центром у с. Пришивальня. Водоймища на території, підпорядкованій даній раді: річка Ірпінь. Сільській раді підпорядковані населені пункти: - с. Пришивальня - с. Вишня - с. Кончаки |

## Склад ради
Рада складається з 12 депутатів та голови.

### Керівний склад ради
| ПІБ                          | Основні відомості                                                                 | Дата обрання | Дата звільнення |
| ---------------------------- | --------------------------------------------------------------------------------- | ------------ | --------------- |
| Максименко Юрій Павлович     | Сільський голова, 1940 року народження, освіта, член Народно-демократичної партії | 26.03.2006   | 31.10.2010      |
| Хоменко Володимир Васильович | Сільський голова, 1959 року народження, освіта вища                               | 31.10.2010   |                 |

Примітка: таблиця складена за даними джерела